# 井上勇
井上 勇（いのうえ いさむ、1901年4月30日 - 1985年2月6日）は、日本の翻訳家、ジャーナリスト。

## 経歴
広島県生まれ。
1923年（大正12年）、東京外国語学校（現在の東京外国語大学）仏語部卒業。
東京帝国大学文科選科に入るが中退。
1926年に東京外国語学校英語部選科を卒業、報知新聞に入社。
特派員として渡米するが1927年に退社し、サンフランシスコの日本新聞の記者となる。
その後パリに渡りソルボンヌ大学で学ぶ。
再び米国に戻り、ロサンゼルスの日米新聞編集長を務め、加州毎日新聞の創設に参画。
サンフランシスコの北米朝日新聞編集長を務めた後、1933年に帰国。
外務省を経て、1936年3月に同盟通信社（以下、同盟）へ入社。
1936年、同盟が海外支局制を敷くと外信部員からパリ支局長に任命された。
この際に外務省は大臣よりフランス大使へ「同盟通信社員ノ指導ニ関スル件」という文書を送り、そこには同盟通信員は外務省の下請け機関であること、在外公館の依属に基づき特殊諜報事務に従事することとされ、現地新聞論説の内容を本省に報告する電報は同盟へ委託して料金の安い「特情電報」を同盟本社に打電するとした。
1940年6月、フランスがナチス・ドイツに降伏すると、フランスの政権が置かれたヴィシーに支局が開設された。
1941年1月8日、伏見丸で帰国。
前ヴィシー支局長の井上は横浜で「日本ニュース」のインタビューを受け「もはや昔のパリではない」と語った。
日本軍の南部仏印進駐後の1941年10月、サイゴン支局情報主任に任命された。
サイゴン支局長には福田一が任命された。
11月末にサイゴンに到着したが、すぐに太平洋戦争の日本軍布告と日本大使府の声明のフランス語翻訳を命じられた。
また米国の短波放送により真珠湾攻撃の第一報を傍受した。
1942年3月中旬、2月17日に昭南と改称されたシンガポールの支局長として着任。
翌年に海外局（局長・松本重治）の欧米部長（海外部を改称）として本社に戻った。
古野伊之助は陸奥イアン陽之助（陸奥宗光の孫）を海外部長より降格させ、敗戦まで陸奥は軽井沢で休養した。
1944年には海外局次長の加藤万寿男は古野より思想が悪いとして戦時調査室に転出させられた。
欧米部は同盟で一、二の多数を擁する部であり、整理、翻訳、コピーリード、傍受、仏語、西語、英文サービス、英文メール・サービスの班により編成された。
陸奥部長時代と井上部長時代とでは欧米部（海外部）の様子は明らかに変わったとされる。
1943年、米国で教育を受けた藤井龍樹の『昭南創世記』では欧米部に多くの日系二世がいることに触れ、「第二世は早く日本人になれ」とした跋を寄せている。
また『新聞総覧』(1943)では「南方における新聞の性格」とする文章で南方における新聞事業の目的は聖戦の目的理解に注がれ、一般的に知能程度の低い原住民の啓発も重要としている。
1944年8月、海外局は企画、情報、外信、欧米、大陸、華文の六部に編成された。
1945年3月、海外局（長谷川才次）の次長に任命された。
大屋久寿雄と図りラジオ・トウキョウを通じてザカライアス放送に対して「同盟通信のイノウエイサム」として放送をした。
1945年9月15日、報道局次長兼社会部長に任命された。
時事通信社発足時に取締役に就任。
総務局長、編集局長、出版局長を歴任。
1950年から約2年間、ニューヨーク特派員を務め、1956年に定年退職した。
その傍ら、少なくとも1920年代初頭には翻訳を始める。
初期（1950年代前半まで）の訳書は英文学よりも仏文学が中心であった。
経歴の中期と言うべき、50年代後半から60年代前半の約10年間は、年平均10冊以上という極めて速いペースで訳書を刊行した。
上記した代表的な翻訳（主に英語圏の古典ミステリ、SF）はこの時期になされたものである。
1972年を最後に5年間翻訳をしておらず、1977年に復活するが、最後の仕事は1978年のものである。

## 著述業の概要
英文和訳および仏文和訳を専門とし、フィクションを中心に多くの訳書（約300冊）がある。
うち、最も大きな割合を占めるのは、東京創元社から出版された推理小説（ミステリー）の大家の古典作品で、エラリー・クイーン、モーリス・ルブラン、S・S・ヴァン＝ダイン、F・W・クロフツなどがある。
SFにおける翻訳では、H・G・ウェルズの『宇宙戦争』（創元版）が有名。
その他にネビル・シュート『渚にて』、ジョン・ウィンダム『トリフィド時代』、ハル・クレメント『20億の針』などがある。
著書も数冊あり、ほぼ全てがフランス関係のノンフィクションである。（→#著書）

## 著書
- 『仏蘭西の華』（編、聚英閣） 1927
- 『フランス・その後』（鱒書房） 1941
- 『解放フランス通信』（新世界文化社） 1947
- 『フランス第四共和國 フランス空位時代』（鱒書房） 1947.3
- 『フランス世界苦悶の表象』（板垣書店） 1948
- 『フランス・赤と黒』正・続（人民社） 1948
- 『フランス男ふらんす女』（時事通信社） 1950
- 『ドゴール外交の分析』（時事通信社） 1966

## 翻訳
- 『今昔選』（フロオベール、聚英閣） 1922
- 『恋愛論』（スタンダアル、聚英閣） 1923
- 『タルテュフ』（モリヱヱル、聚英閣） 1923
- 『ドン・ジユアン』（モリヱヱル、聚英閣） 1923
- 『世間嫌ひ』（モリヱヱル、聚英閣） 1923
- 『フイガロの結婚』（ボオマルセエ、聚英閣） 1924
- 『社会学的に見たる芸術』（ギユイヨオ、聚英閣） 1925
- 『時間観念の創成』（ギュイヨオ、聚英閣、ギュイヨオ集） 1925
- 『貧と母と子』（フィリップ、至上社、フィリップ傑作集第1巻） 1925
- 『田園交響楽』（アンドレ・ヂッド、新潮社） 1925
- 『ビュビュ・ドゥ・モンパルナッス』（フイリツプ、新潮社） 1926、のち角川文庫
- 『モンマルトルからカルチェ・ラタンへ』（フランシス・カルコ） 1928
- 『フランス・ロシア神話と伝説』（昇曙夢共編訳、趣味の教育普及会、神話伝説大系） 1935
- 『四十年の収穫』（ブノア・メシャン、青木書店） 1941
- 『凱旋門』（エリック・マリア・レマルク、板垣書店） 1947
- 『三つの物語』（フロオベール、南人社） 1948
- 『巴里の処女』（マルセル・プレボー、太虚堂書房） 1948
- 『ある売笑婦の一生』（エドモン・ド・ゴンクール、板垣書店） 1949
- 『偽旅券』（シャルル・プリニェ、板垣書店） 1950
- 『秘められた情熱』（ジョルジュ・サンド、小松ふみ子共訳、北隆館） 1950
- 『従妹ベット』（バルザック、三笠書房、世界文学選書） 1950
- 『結婚』（シャルル・プリニエ、三笠書房） 1951
- 『ズイドコートの週末』（ロベール・メルル、新潮社） 1951
- 『映画の基礎理論』（R・マンヴエル、板垣書店） 1951
- 『映画の現代知識』（R・マンヴエル、板垣書店） 1952
- 『お前とわたし』（ポール・ジェラルディ、創芸社、近代文庫） 1952
- 『地獄』（アンリ・バルビュツス、創芸社、近代文庫） 1952
- 『半処女』（マルセル・プレヴォ、三笠文庫） 1953
- 『巴里芸術家放浪記』（フランシス・カルコ、創芸社、近代文庫） 1953、のち改題『パリの冒険者たち』、のち原題で講談社文芸文庫 1999
- 『ジャン・クリストフ』第1 - 7（ロマン・ロラン、三笠文庫） 1953 - 1956
- 『北鮮俘虜収容所』（M・シャントルー、文藝春秋新社） 1953
- 『東京旋風 これが占領軍だった』（H・E・ワイルズ、時事通信社） 1954
- 『アメリカの家庭』（ジョン・サージャマキ、時事通信社） 1955
- 『ヒマラヤの男 テンジンの生きてきた道』（N・テンジン、紀伊国屋書店） 1955
- 『ヤルタ秘録 日本関係』（アメリカ国務省、時事通信社） 1955
- 『紅い泉のほとり』（ジャンヌ・モンテュペ、三笠書房） 1956
- 『浴槽の花嫁 著名犯罪集』（東京創元社、世界推理小説全集 別巻） 1956
- 『二輪馬車の謎 著名犯罪集』（東京創元社、世界推理小説全集 別巻） 1956
- 『ソ連紀行』（ウィリアム・ダグラス、時事通信社、時事新書） 1957
- 『囚われの外科医』（アーネスト・リッパ、時事通信社、時事新書） 1957
- 『アメリカの性の革命』（P・A・ソロキン、時事通信社） 1957
- 『最悪のとき』（ウイリアム・マッギヴァーン、東京創元社） 1957、のち文庫
- 『六億の蟻 私の中国旅行記』（ローベル・ギラン、文藝春秋新社） 1957
- 『楽園の殺人』（リチャード・ゲーマン、東京創元社） 1957
- 『広場の天使』（ラスロ、東京創元社） 1958
- 『再びソ連を訪れて』（ルイス・フィッシャー、時事通信社、時事新書） 1958
- 『誰のものでもない パリの初恋』（クレール・フランス、文藝春秋新社） 1958
- 『モンパルナスの灯』（M・G・ミシェル、三笠書房） 1958
- 『錯乱 ある殺人事件の分析』（R・トレィヴァー、東京創元社） 1958 - 59、 のち改題文庫化『裁判』
- 『ゼンダ城の虜』（アンソニー・ホープ、東京創元社、世界大ロマン全集） 1958、のち文庫
- 『明日はそこにある 科学の驚異』（セルジュ・グルサール、文藝春秋新社） 1959
- 『ロマンスは終らず』（ノーマン・バリメイン、時事通信社） 1959
- 『党員はこうして鍛えられる』（ウオルフガング・レオンハルト、時事通信社、時事新書） 1959
- 『小さな町の地方検事』（ロバート・トレイヴァー、東京創元社） 1959、のち改題文庫化『地方検事』
- 『素顔のソ連』（マービン・L・カルブ、時事通信社、時事新書） 1959
- 『パイナップル部隊』（ロバート・本郷、文藝春秋新社） 1959
- 『ハマースミスのうじ虫』（ウィリアム・モール、東京創元社、クライム・クラブ） 1959、のち文庫
- 『さよならの値打ちもない』（ウイリアム・モール、東京創元社、クライム・クラブ） 1959
- 『クレムリンをがたつかせた十三日間』（チボル・メライ、時事通信社、時事新書） 1960
- 『第三帝国の興亡』全5巻（ウィリアム・L・シャイラー、東京創元社） 1961
- 『月あかりの殺人者』（フランシス・ディドロ、早川書房） 1961
- 『ライフワールドライブラリー フランス』（ライフ編集部、時事通信社） 1962
- 『ソビエト連邦の実状』（ピエール・プリュボ、時事通信社、時事新書） 1962
- 『きれない鉄鎖』（アブラム・テルツ、時事通信社、時事新書） 1962
- 『二つのベルリン』（ハンス・スパイア、時事通信社、時事新書） 1962
- 『中共に囚われて』（ウォーレス・L・ブラウン、時事通信社、時事新書） 1962
- 『火薬庫・キューバ』（イーブ・ギルベール、時事通信社、時事新書） 1962
- 『三人のこびと』（フレデリック・ブラウン、創元推理文庫） 1962
- 『三つの道』（ロス・マクドナルド、創元推理文庫） 1962
- 『誘拐 リンドバーグ事件の真相』（ジョージ・ウォラー、文藝春秋新社） 1963
- 『レーニン』（デビッド・シャブ、時事通信社、時事新書） 1963
- 『共産主義教程』（バイコ、時事通信社、時事新書） 1963
- 『とむらいは俺がする』（ハドリー・チェイス、創元推理文庫） 1963
- 『大使館はスパイだ ソビエト外交官の手記』（アレクサンドル・カズナチェエフ、時事通信社） 1963
- 『ギデオン警視の危ない橋』（J・J・マリック、創元推理文庫） 1963
- 『現金を捜せ』（フレドリック・ブラウン、創元推理文庫） 1963
- 『トリフィド時代 食人植物の恐怖』（ジョン・ウィンダム、創元推理文庫） 1963
- 『ハンマーを持つ人狼』（ホイット・マスタスン、創元推理文庫） 1964
- 『太陽系帝国の危機』（ロバート・A・ハインライン、創元推理文庫） 1964
- 『不老不死の血』（ジエームズ・ガン、創元推理文庫） 1964
- 『仮面の男』（ボワロ&ナルスジャック、創元推理文庫） 1964
- 『危険なやつは片づけろ』（ハドリー・チェイス、創元推理文庫） 1964
- 『蟻塚 中国大陸における人間の条件』（シュザンヌ・ラバン、時事通信社、時事新書） 1964
- 『追いつき追い越せない 合衆国・ソビエト連邦,国力の比較』（シュザンヌ・ラバン、時事通信社） 1964
- 『洗脳の記録』（周楡瑞、時事通信社） 1964
- 『銀河帝国の崩壊』（アーサー・C・クラーク、創元推理文庫） 1964
- 『サー・ウィンストン・チャーチル』（ライフ編集部編、時事通信社） 1965
- 『中国これからの三十年』（ロベール・ギラン、文藝春秋新社） 1965
- 『渚にて 人類最後の日』（ネビル・シュート、創元推理文庫） 1965
- 『民主主義の意味』（ソウル・K・パドーバー、時事通信社、時事新書） 1965
- 『20億の針』（ハル・クレメント、創元推理文庫） 1965
- 『重力への挑戦』（ハル・クレメント、創元推理文庫） 1965
- 『原子力潜水艦シービュー号』（シオドア・スタージョン、創元推理文庫） 1965
- 『月夜の狼』（フレドリック・ブラウン、創元推理文庫） 1965
- 『国際連合読本』（シドニー・D・ベーリー、時事通信社、時事新書） 1966
- 『奇妙な共産主義者たち 彼らはなぜ転向したか』（バートラム・ウルフ、時事通信社、時事新書） 1966
- 『百万ドル・ガール』（ウィリアム・C・ゴールト、創元推理文庫） 1966
- 『網にかかった男』（パトリック・クェンティン、創元推理文庫） 1966
- 『毛沢東の中国』（ロレンツ・スツッキー 、時事通信社、時事新書） 1966
- 『世界共産主義運動』第1 - 2（アメリカ議会図書館編、時事通信社） 1967
- 『フルシチョフ以後のソ連』（ロバート・コンクェスト、時事通信社、時事新書) 1967
- 『愚かものの失楽園』（パトリック・クェンティン、創元推理文庫） 1967
- 『貧困とのたたかい 国連の「よい戦争」』（マリアン・マウリー、時事通信社） 1967
- 『思想革命 中共学生の手記』（董済平,ハンフリ・エバンス、時事通信社、時事新書） 1968
- 『終戦秘話 一つの帝国を終わらせた秘密闘争』（レスター・ブルークス、時事通信社） 1968
- 『紀元2000年 33年後の世界』（ハーマン・カーン,アンソニー・ウィーナー、時事通信社） 1968
- 『天国は格（きた）らず 共産主義革命の幻滅』（ミロバン・ジラス、時事通信社） 1969
- 『ソ連の統治形態』（マール・フェインソド、時事通信社、時事新書） 1969
- 『第三の大国・日本』（ロベール・ギラン、朝日新聞社） 1969
- 『宇宙戦争』（H・G・ウェルズ、創元推理文庫 ）1969
- 『琉球列島』（アメリカ下院歳出小委員会聴聞会、時事通信社、時事新書） 1970
- 『革命の不死性 毛沢東と中国文化革命』（ロバート・J・リフトン、時事通信社、時事新書） 1970
- 『二世 このおとなしいアメリカ人』（ビル・ホソカワ、時事通信社） 1971
- 『フランス第三共和制の興亡』1 - 2（ウイリアム・シャイラー、東京創元社） 1971
- 『支配型人間 あなたはそれになれるか』（H・ナイプ,G・マクレイ、時事通信社） 1972
- 『キッシンジャーと私 ひとつの物語』（ダニエル・ユヌベル、時事通信社） 1972
- 『ローズベルトと第二次大戦 1940 - 1945 自由への戦い』（ジェームズ・バーンズ、伊藤拓一共訳、時事通信社） 1972
- 『パリの冒険者たち』（フランシス・カルコ、三一書房） 1972
- 『ぼくのハシントおじさん』（アンドラス・ラスロ、晶文社、文学のおくりもの） 1977

### エミール・ゾラ
- 『呪はれたる抱擁』（エミイル・ゾラ、聚英閣） 1921
- 『制作』（エミール・ゾラ、聚英閣） 1922
- 『ナナ』（エミイル・ゾラ、世界文豪代表作全集刊行会、世界文豪代表作全集） 1926
- 『嘆きのテレーズ』（エミール・ゾラ、三笠書房） 1954

### エラリー・クイーン
- 『ローマ帽子の謎』（エラリー・クイーン、東京創元社、エラリー・クイーン作品集 第1巻） 1957、のち文庫
- 『フランス白粉の謎』（エラリー・クイーン、東京創元社、エラリー・クイーン作品集 第2巻） 1957、のち文庫
- 『オランダ靴の謎』（エラリー・クイーン、 東京創元社、エラリー・クイーン作品集 第3巻） 1957、のち文庫
- 『ギリシャ棺の謎』（エラリー・クイーン、 東京創元社、エラリー・クイーン作品集 第4巻） 1957、のち文庫
- 『アメリカ銃の謎』（エラリー・クイーン、 東京創元社、エラリー・クイーン作品集 第6巻） 1957、のち文庫
- 『エジプト十字架の謎』（エラリー・クイーン、東京創元社、エラリー・クイーン作品集 第5巻） 1958、のち文庫
- 『シャム双子の謎』（エラリー・クイーン、東京創元社、エラリー・クイーン作品集 第7巻） 1958、のち文庫
- 『チャイナ橙の謎』（エラリー・クイーン、東京創元社、エラリー・クイーン作品集 第8巻） 1958、のち文庫
- 『スペイン岬の謎』（エラリー・クイーン、東京創元社、エラリー・クイーン作品集 第9巻） 1958、のち文庫
- 『ニッポン樫鳥の謎』（エラリー・クイーン、東京創元社、エラリー・クイーン作品集 第10巻） 1958、のち文庫
- 『エラリー・クイーンの冒険』（エラリー・クイーン、東京創元社、エラリー・クイーン作品集 第11巻） 1958、のち文庫
- 『エラリー・クイーンの新冒険』（エラリー・クイーン、東京創元社、エラリー・クイーン作品集 第12巻） 1958、のち文庫
- 『生者と死者と』（エラリー・クイーン、創元推理文庫） 1959、のち改題『靴に棲む老婆』
- 『中途の家』（エラリー・クイーン、創元推理文庫） 1962
- 『許されざる結婚』（エラリー・クイーン、角川文庫） 1962

### S・S・ヴァン＝ダイン
- 『僧正殺人事件』（ヴァン・ダイン、東京創元社） 1956、のち文庫
- 『グリーン家殺人事件』（ヴアン・ダイン、東京創元社） 1956、のち文庫
- 『ベンスン殺人事件』（ヴァン・ダイン、東京創元社） 1957、のち文庫
- 『カナリヤ殺人事件』（ヴァン・ダイン、東京創元社） 1957、のち文庫
- 『ケンネル殺人事件』（ヴァン・ダイン、東京創元社） 1958、のち文庫
- 『カブト虫殺人事件』（ヴァン・ダィン、東京創元社） 1959　のち文庫
- 『ガーデン殺人事件』（ヴァン・ダイン、創元推理文庫） 1959
- 『カシノ殺人事件』（ヴァン・ダィン、創元推理文庫） 1960
- 『ドラゴン殺人事件』（ヴァン・ダイン、創元推理文庫） 1960
- 『グレイシー・アレン殺人事件』（ヴァン・ダイン、創元推理文庫） 1961
- 『誘拐殺人事件』（ヴァン・ダイン、創元推理文庫） 1961
- 『ウインター殺人事件』（ヴァン・ダイン、創元推理文庫） 1962

### モーリス・ルブラン
- 『虎の牙』（モーリス・ルブラン、東京創元社、アルセーヌ・リュパン全集 第4巻） 1959、のち文庫
- 『カリオストロ伯爵夫人 / カリオストロの復讐』（ルブラン、東京創元社、アルセーヌ・リュパン全集） 1959、のち文庫
- 『八点鐘 / リュパンの告白』（ルブラン、東京創元社、アルセーヌ・リュパン全集 第8巻） 1959、のち文庫
- 『謎の家 / 特捜班のヴィクトール』（ルブラン、東京創元社、アルセーヌ・リュパン全集 第11巻） 1960、のち文庫
- 『赤い数珠 / ジェリコ公爵』（ルブラン、東京創元社、アルセーヌ・リュパン全集 第12巻） 1960、のち文庫
- 『ふたつの微笑を持つ女』（モーリス・ルブラン、創元推理文庫） 1972

### F・W・クロフツ
- 『フレンチ油田を掘りあてる』（フリーマン・W・クロフツ、創元推理文庫） 1960
- 『黄金の灰』（F・W・クロフツ、創元推理文庫） 1960
- 『見えない敵』（F・W・クロフツ、創元推理文庫） 1960
- 『殺人者はへまをする』（F・W・クロフツ、創元推理文庫） 1960
- 『英仏海峡の謎』（F・W・クロフツ、創元推理文庫） 1960
- 『山師タラント』（F・W・クロフツ、創元推理文庫） 1962
- 『二重の悲劇』（F・W・クロフツ、創元推理文庫） 1965
- 『クロフツ短編集 第2』（F・W・クロフツ、創元推理文庫） 1966
- 『ポンスン事件』（F・W・クロフツ、創元推理文庫） 1969
- 『フレンチ警部とチェインの謎』（F・W・クロフツ、創元推理文庫） 1971
- 『フレンチ警部と紫色の鎌』（F・W・クロフツ、創元推理文庫） 1972